# Dendrothele candida
Dendrothele candida är en svampart som först beskrevs av Ludwig David von Schweinitz, och fick sitt nu gällande namn av P.A. Lemke 1965. Dendrothele candida ingår i släktet Dendrothele och familjen Corticiaceae.   Inga underarter finns listade i Catalogue of Life.